# Flintstones - Lieto evento a Hollyrock
Flintstones - Lieto evento a Hollyrock conosciuto come Lieto evento a Hollyrock (Hollyrock-a-Bye Baby) è un film d'animazione USA del 1993 prodotto da Hanna-Barbera. È il seguito de I Flintstones - Matrimonio a Bedrock.

## Trama
Dopo che Ciottolina e Bam-Bam si sposano e si trasferiscono a Hollyrock, Fred e Barney stanno entrambi facendo gli straordinari per il signor Slate e Wilma e Betty possiedono un fast food chiamato Bone Appetite, ma con grande disappunto di Fred, che non ha più a casa la moglie che cucina per lui.
Un giorno, i Flintstones e i Rubbles vanno a Hollyrock per visitare i loro figli dopo aver saputo che Ciottolina è in dolce attesa. Durante la visita, fanno impazzire i futuri genitori dicendo loro cosa fare.
Nel frattempo, Fred e Barney cercano di aiutare Bam-Bam a vendere la sua sceneggiatura, ma finiscono in un pasticcio con la rapina di una perla gigante quando viene scambiata per una palla da bowling. Big Rock manda i suoi scagnozzi Rocky e Slick a recuperare la perla gigante. Fred e Barney riescono a ottenere i biglietti per una registrazione di uno spettacolo negli studi della ABC nella speranza di vendere la sceneggiatura di Bam-Bam. Fred e Barney incontrano Shelley Millstone, nella speranza di farla recitare nel film di Bam-Bam, ma la guardia di sicurezza viene chiamata per cacciarli.
Nel frattempo, Wilma e Betty stanno progettando un asilo nido quando Pebbles rivela che sta partecipando alla premiere di It Came From the Tar Pits con Craig Craigmore. Fred e Barney decidono di approfittarne trovando qualcuno che compri la sceneggiatura. Anche Rocky e Slick si infilano per raggiungere Shelley Millstone nel tentativo di ottenere la perla gigante. Bam-Bam scambia Slick e Rocky per produttori cinematografici. Quando trovano l'auto di Fred, vengono attaccati da Dino. Tornato alla festa, Fred cerca di raggiungere Shelly Millstone, che finisce con Craig Craigmore ferito. Il giorno dopo, Ciottolina fa partecipare Fred ad un seminario di addestramento per bambini mentre lei fa le pratiche burocratiche per il suo capo, il signor Pyrite.
Slick e Rocky seguono Fred al seminario di addestramento per bambini dove si infiltrano nella classe. Presto comincia una rissa che finisce con Fred, Barney, Slick e Rocky che vengono buttati fuori. Dopo una chiamata da Rocky, Big Rock diventa impaziente e decide di prendere in consegna l'operazione. Ciottolina e Bam-Bam si dichiarano non pronti per il bambino. Fred e Wilma cercano di far calmare la neo-mamma fino a quando non crolla. Il giorno dopo, mentre Fred si scusa con la figlia per essere stato invadente, Ciottolina partecipa a un baby shower a cui partecipa anche sua nonna materna, Pearl Slaghoople, che manda Fred e Barney a prendere provviste per bambini. Al supermercato, finiscono per ottenere un sacco di Maps to the Stars' Homes e decidono di fare un altro colpo a Shelly Millstone.
Più tardi quella notte, Fred e Barney si intrufolano nella proprietà di Shelly e distraggono i dinosauri da guardia. Rocky e Slick mostrano a Big Rock la casa dove si trovano Fred e Barney e scambiano Pearl per Fred quando la rapiscono. La mattina dopo, Fred confessa a Bam-Bam di aver perso la sceneggiatura nel cortile di Shelley Millstone. Presto rispondono a una chiamata di Big Rock che chiede la perla gigante in cambio della libertà di Pearl. Sono costretti a dare loro la perla per lo scambio, ma la scambiano con una palla da bowling che dipingono di bianco.
Ciottolina entra in travaglio e guida un autobus verso l'ospedale con Big Rock, il vero autista. C'è un inseguimento ad alta velocità che attira i poliziotti locali. Fred finalmente arriva all'ospedale. Big Rock, Rocky e Slick li raggiungono e Bam-Bam arriva per abbatterli mentre i poliziotti arrestano i criminali. Ciottolina dà alla luce due gemelli, Roxy (che ha super forza come suo padre) e Chip (che ha la bocca di suo nonno Fred). Per quanto riguarda la sceneggiatura di Bam-Bam, Shelly Millstone l'ha letta quando Fred e Barney l'hanno lasciata a casa sua e vuole recitarci. Il signor Pyrite riesce a far arrivare la sceneggiatura a Craig Craigmore e promuove Ciottolina come vicepresidente. Fred e gli altri tornano a Bedrock, lasciando i loro figli e nipoti in felice armonia.

## Doppiaggio
| Nome del personaggio      | Doppiatore originale | Doppiatore italiano |
| ------------------------- | -------------------- | ------------------- |
| Fred Flintstone           | Henry Corden         | Mario Zucca         |
| Wilma Flintstone          | Jean Vander Pyl      | Elda Olivieri       |
| Barney Rubble             | Frank Welker         | Diego Sabre         |
| Betty Rubble              | B.J. Ward            | Dania Cericola      |
| Ciottolona adulta         | Megan Mullally       | Emanuela Pacotto    |
| Bamm Bamm adulto          | Jerry Houser         | Simone D'Andrea     |
| Ciottolina da piccola     | Russi Taylor         | Emanuela Pacotto    |
| Bamm Bamm da piccolo      | Don Messick          | Federica Valenti    |
| Sig. Slate                | John Stephenson      | Oliviero Corbetta   |
| Pearl, la suocera di Fred | Janet Waldo          | ?                   |
| Dino                      | Frank Welker         | originale           |